# 東門路 (高雄市)
東門路（Dongmen Rd.）為北高雄地區一般道路，過去為鳳山縣舊城（今左營區）與鳳山縣新城（今鳳山區）之聯絡道路，原設有鐵路平交道連結兩側。但因都市計畫及道路重劃等故，現今東門路許多路段已經消失，呈斷斷續續之貌。起點為鳳山縣舊城東門與城峰路路口，終點為裕誠路。

## 行經行政區域
- 左營區
- 鼓山區

## 沿線設施
- 鳳山縣舊城東門
- 高雄市立大義國民中學（翠華路687號）
- 高雄鐵路綠園道
- 瑞豐夜市

## 相關連結
- 高雄市主要道路列表